# رث كيلي
رث ماريا كيلى (بالإنجليزية: Ruth Kelly)‏ ولدت في (مايو 1986) وهى سياسية سابقه تابعه لحزب العمال البريطاني، كما كانت عضوا في البرلمان لصالح بولتون ويست من عام 1997 إلى أن تركته عام 2010 عملت فيما سبق وزيرة للنقل ووزيرة للجاليات والحكومات المحلية وزيرة للمرأة والمساواة ووزيرة للتعليم والمهارات في عهد جوردان براون وتونى بلير.

## النشاة
ولدت كيلى في لميڤادى، شمالي أيرلندا. كما عاشت أيضا فترة قصيرة في جمهورية أيرلندا قبل ان تنتقل إلى إنجلترا حيث التحقت بمدرسة Edgerly Hallوهى المدرسة الاعدادية ل Millfield School مدرسة سيتون الثانوية التي تديرها جماعة (GDST). Girls' Day School Trust \ مدارس الثقة لفتيات الحاضر. بعد عام من انتقالها وحضورها وتلقيها المستويات المبدئيةO-level في مدرسة سيون الثانوية وهى في عمر 15 سنه قررت العودة إلى أيرلندا لتعتنى بجدتها المريضه، توفيت جدتها بعدها بستة اسابيع، لكن كيلى بقيت بعدها عالم تعيش مع عماتها وتلقت a-level في اللغة الفرنسية عادت بعدها إلى إنجلترا بفوزها بمنحة لsix-form من مدرسة وليس مستر– بعدها انتقلت كيلي لجامعة الملكة، اكسفورد
لتلقى الفلسفة والسياسة والاقتصاد عام 1986 تخرجت في عام 1989 بعد ذلك جامعة لندن للعلوم الاقتصاديه حيث منحت درجة MSc في الاقتصاد عام 1992 فيما درست كيلى في جامعة نيفارا بعدها انضمت لحزب العمال في عام 1990 بعدها أصبحت كيلى عضوة في حزب Bethnal Green and Stepney constituency party.عملت أيضا ككاتبة اقتصادية ن عام 1995 قبل ان تصبح نائبة رئيس قسم Inflation Report Division of the Bank of England
لبنك إنجلترا في عام 1994 ثم تزوجت كيلى من ديرك جاد موظف حكومي محلي في عام 1996 ولديهم أربعة أطفال

## تاريخ الاسرة
عمل جد كيلى، فيلى مارى ضابط في صفوص الجيش الايرلندي الجمهوري خلال حرب الاستقلال الايرلندية (1919 – 1921) وفي عام 1922 اعتقلته حكومة أيرلندا الشمالية واشار ملف اعتقال مارفي اليه انه ضابط الإعاشة لحزب Fermanagh في كتيبة الجيش الجمهوري الإيرلندي. فيما اضرب عن الطعام للاحتجاج على اعتقاله بعدها تم أطلق سراحه بشكل مشروط في يونيو 1924 عندما انتهى اعتقاله (3)

## الديانة
تعتنق كيلى المذهب الكاثوليكي الروماني وعضوة أيضا في جماعة اوبوس داى  وذات حضور دائم في اجتماعاتهم وندواتهم (7)(8) فيما يعد اخوها رونان كيلى عضو متطوع في منظمه اوبس داى (9). سابقا كان هناك شك في انهاء عضو في اوبس داى، فالى حد ما لانها انكرت عند سؤالها ما إذا كانت عضوة أو لا، اجابت قائلة انه أمر خاص بها (10) وقالت انها تستمد دعم روحاني منهم فقط

## مسيرتها البرلمانية
حازت كيلي في الانتخابات العامة 1997 على مقعد لصالح بولتون ويست من المحافظين عندما كانت في اواخر أيام حملها ثم انجبت ابنها البكر بعدها 11 يوما.كانت قد فازت بمكانها في البرلمان في حين أن تونى بلير أصبح رئيس للوزراء مع فوز ساحق لحزب العمال.
عملت كيلي في لجنة الخزانة المختارة، كما عينت كأمين خاص برلماني لوزير الزراعة، لذلك بروان من عام 1998 كانت كيلى عضوا في لجنة اسستها مؤسسة بحث السياسة العامه في اطار مبادر التمويل الخاص والتي قد اثارت بعض الشكوك حول عملية السياسة.
كما كانت عضو في مؤسسه بحث السياسة العامة في ضمن إطار مبادرة التمويل الخاص والتي كانت تعبر عن شكوكها في العملية السياسية. (Private Finance InitiativeInstitute for Public Policy Research)
بعد فوز حزب العمال في الانتخابات العامة عينت كيلي كأمين اقتصادي للمالية. فيما ارتكز دورها علي السياسة التنافسية)()والمشروعات الصغيرة. وبعد عام رقيت لمنصب الأمين المالي للخزانة () متولية مسؤوليه لائحة صناعة الخدمات. وفي كلا المنصبين كانت مهمتها الرئيسية تكمن في إطار مراجعة لائحة الخدمات المالية التي تقدمها الخدمات المالية وقانون الأسواق 2000(). فيما قد ادخلت كيلي لوائح جديدة تخص تمويل الإرهاب بعد احداث 11سبتمبر2001().
فيما تولت كيلي التعامل مع Equitable Life بعد نشر the Penrose Report حول شركة تأمين الحياة. فيما رفضت الدعوات بتقديم الحكومة تعويضاً لحاملي وثائق التأمين، على أساس أن الخسائر كان سببها قرارات الشركة وليس عيوب في اللائحة، وعليه فقد ضلت المساومة قائمة. فحين ظل حاملي وثائق التأمين يطالبون بالتعويض.
وكأم لأربعة أطفال صغار رفضت كيلي العمل لساعات طوال وهو المعدل الطبيعي لمثل هذه المناصب. كما رفضت أخذ الصندوق الاحمرred box في المساء أثناء تواجدها في وزارة المالية.
وفي تعديل وزاري جديد صغير، تم ترقيتها لتصبح وزيرة مكتب مجلس الوزراء في 9سبتمبر،2004لتحل مكان دوجلاس أليكسندر. Douglas Alexander فيما قادت كيلي وثيقة الطوارئ المدنية Civil Contingencies Billاثناء مرحلتها الاخيرة في البرلمان، والتي واجهت اعتراضات شديدة من بعض حملات الحريات المدنية..

## الولاء للحزب
لم تتمرد كيلي يوماً أو (تصوت) ضد حزبها، ففي أكثر التصويتات خلافاً كانت دائما في صف حزبها. فيما صوتت لأجل حرب العراق، وبالتالي صوتت ضدتحقيق مستقل بشان التسابق للحرب.وايضاً صوتت لصالح مقدمة المصروفات (. Top-up fees) في تصويت شهد تمرد شديد بين أعضاء الحزب. كما صوتت أيضا على مقدمة لأجل بطاقات الهوية، وصوتت لصالح استبدال ترايدنت، وجادلت بشأن إضافة (sunset clause) في الجزء الثاني من قانون الطوارئ المدني 2004المثيرة للجدل  .وفي تصويت برلماني حُر، صوتت كيلي لأجل قطع الحد الأعلى لحالات الإجهاض من 24اسبوع ل 12 اسبوعتوفقاً مع وزيري مجلس الوزراء الكاثوليكيين.

## وزيرة التعليم والمهارات
دخلت كيلي في التعديل الوزاري الجديد الذي تلا استقالة (David Blunkett) 15 سبتمبر 2004، مجلس الوزراء (واصبحت ايضاً عضواًفي مجلس الملكة الخاص Privy Councilبتوليها منصب وزيرة التعليم والمهارات (Secretary of State for Education and Skills). وبذلك أصبحت كيلي أصغر امرأة تجلس في مجلس الوزراء على الإطلاق. فيما أن سياسة المدارس الممتدة الحكومية التي تخطط لفتح مدارس تمتد من الساعة 8 صباحاً حتى الساعة 6 مساءاً وتزويدها بخدمات رعاية الطفل للأباء العاملين، اُطلق عليها البعض «ساعات كيلي». على الرغم من ان إستراتيجية رعاية الطفل القومية the National Childcare Strategy فيما قبل وبعد مدارس الرعاية مولها صندوق الفرص الجديدة في معظم المدارس، وذلك قبل المدارس الممتدة (وفتره رث كيلي الوزارية) بسنوات عدة. وتستند مبادرة المدارس الممتدة على الانتشار والوصول إلى المدراس كموارد للمجتمع وليس فقط للأباء والاطفال. رأى البعض طلبها في البيان الابيض لعام 2005 white paper بتقليل عدد الاباء المشرفون parent governors والحد من نفوذهم في مدارس الثقة Trust Schools تناقض جزئي لهذا الموقف السابق. وقد اثارت نقدا لا بأس به برفضها الاقتراح الذي قدمه تقرير توملينسونTomlinsonبشأن الإصلاح التعليمي للفئة العمرية ما بين 14-19 سنة وذلك باستبدال امتحان A levelبدبيلوما من أربعة صفوف. وبعد انتخابات 2005، اُشيع بانها قد عادت الي منصبها القديم في وزارة المالية وعلى الرغم من انها قد بقيت في منصبها في وزارة التعليم والمهارات، قيل بأنها «لم تكن متحمسة» بتعيين مستشار تونى بلير ل Andrew Adonisكوزير في وزارتها.

## إشكالية المعتدون جنسيا في المدارس
ظهر في 9يناير 2006 أن وزارة كيلي قد أذنت لرجليدعي بول ريڤي، كان قد حذرته الشرطة بسب عرضه صوراً اباحية لأطفالchild pornography، وكان مدرجاً في سجل المعتدون جنسياًsex offenders register، ليعمل في Norwich علي أساس انه لم يدان بأي اساءه. حيث انه هو وعدد مجهول اخر في سجل المعتدون جنسيا، لم يكونوا في قائمةList 99 الممنوعين في وزارة التعليم والمهارات  وفي 13يناير اعترفKim Howellsوزير الدولة لشئون التعليم والمهارات انه في الواقع هو من اتخذالقرار، وفقاً لنصيحة اعطاها له موظفون مدنيون بأن " الشخص لا يمثل تهديدا علي الأطفال لكن يجب اعطائه تحذيرا شديداً. وفي رداً على التغطية الاعلامية الانتقادية حول القضية فقد اصدرت Downing Streetبياناً اعلنت فيه ثقتها في كيلي وانكارها لشائعات استبدالها.
كانت هناك اشكالية أكبر عندما اتضح ان معلم اخر، وليم جبسون، 59، سمح له بالعمل في مدرسةPortchester SchoolفيBournemouthعلي الرغم من حقيقة اتهامه في عام 1980 بسب اعتداء جنسي indecent assaultعلي فتاة ذات خمس عشرة سنة وسبق اقالته من ثلاث مدارس. فيما قد اوحي خطاباً من وزر التعليم بأن وزير الدولة قد نظر في قضية ووجد انه علي الرغم من أفعاله الماضية كانت غير حكيمة وغير مقبولة، فقد تولى العمل بالتدريس منذ ان كان له اثار جيدة بالعمل.

## مدارس الثقة
كانت هناك اشكالية ملحوظة في مدة كيلي في وزارة التعليم والمهارات وكانت حول المقدمة المقترحة «لمدارس الثقة»Trust schoolsحيث كان من المفترض أنت تكون هذه المدارس غير هادفة للربح وتتسم بالخيرية، على الرغم من انها بالإمكان ان تُنشأ بواسطة المشروعات التجارية. وفي الحقيقة فأن واحدةً من الندوات الاولي التي تستضيفها وزارة التعليم والمهارات والتي كانت حول إنشاء هذه المدارس، قد اشتملت علي ممثلون من مايكروسوفتMicrosoft وكيه بي ام جي لكن الأمر بالأخير يتعلق بقدرتهم عليوضع ترتيبات القبول الخاصة بهم التي قد ولدت انتقاداً واسعاً.
أعلن عدد كبير من نواب حزب العمال بالإضافة الي عدد من مشاهير الحزب مثل () ووزير التعليم السابق () معارضتهم للاقتراح وقاموا بنشر وثيقة بيضاء بديلة. مواجهً بمثل هذا التمرد، لكدت الحكومة مبدئياً انها سوف تنشر الإصلاحات.. وعلى الرغم من ان رئيس حزب المحافظين ديفيد كاميرون كاميرون () أعلن بشكل غير متوقع ان هذه الاصلاحات كانت تتوافق مع سياسات حزب المحافظين وانه سيدعم مشروع الفرار إذا ما قدم في الشكل المقترح. فيما كانت هناك احتمالية ان الحكومة تدفع إلى اصلاحاتها فقط بدعم من المعارضة وفي مواجهة المقاومة المتزايدة من انصارها.
وعندما نشر مشروع قانون التعليم والتفتيش 2006 بشكل نهائي في 28 فبراير 2006 فقد حوى الكثير مما اختلف عليه وبالرغم من ان أبرز ما قد غاب ذكره فيها هو «مدارس الثقة». وتركت المدارس التأسيسية والتطوعية المساعدة ترتدي عباءة مدارس الثقة.
كانت آثار توجهاتها الدينية على آرائها فيما يخص الاستفسارات العلمية المثيرة للجدل محط قلق لبعض العلماء الذين ظنوا أنه يمكن لآرائها الدينية أن تكون ذات أثر على سياسة الدولة فيما يخص بحث الخلايا الجذعية.
ارتياد أطفالها المدارس
بدأ أطفال روث كيلي (Ruth Kelly)الأربعة تعليمهم في مدرسة كاثوليكية رومانية للتعليم الابتدائي. تقع هذه المدرسة في منطقة وابنج (Wapping) وهي من المدارس القائمة بالمساعدات التطوعية. غير أن مجلة (The Daily Mirror) صرحت في الثامن من يناير 2007 أن كيلي أخرجت ابنها من هذه المدرسة بعد استشارة متخصص  وبعثته لمدرسة ابتدائية متخصصة في تعليم أطفال ذكور تتراوح أعمارهم من 7-13 عامًا يعانون من عسر القراءة بالإضافة إلى/أو اضطراب التناسق النمائي. تتكفل السلطة المحلية أحيانًا بالتكلفة الزائدة من أجل اللجوء لمساعدة المختصين خارج قطاع الحكومة لكن مع هذا صرحت كيلي بأنها لم ولن تطلب المساعدة من السلطة المحلية لتغطية هذه التكاليف.
طبقًا للتحقيق الذي أجراه مكتب المعايير التربوية لتطوير خدمات ومهارات الطلبة في عام 2002 أن الفئة ذات الاحتياجات التعليمية الخاصة تقوم بإحراز تقدم ملحوظ في مدرسة الشهداء الإنجليز الرومانية الكاثوليكي (English Martyrs Roman Catholic school). كما أن التلاميذ تلبي المعايير التي تعتبر أفضل بكثير من نظيرتها التي يكتسبها تلاميذ في مدارس آخرى. حققت المدرسة أفضل معدل لنتائج الامتحانات في حي تاور هاملتيس (Tower Hamlets) وهي أيضًا من بين أفضل المدارس في المملكة المتحدة حيث وصل 96 في المائة من التلاميذ إلى المستوى المتوقع في مادة اللغة الإنجليزية، ووصل 100 في المئة من طلاب إلى المستوى المتوقع في ماداتي الرياضيات والعلوم. تدير سلطة التعليم في منطقة تاور هاملتيس (Tower Hamlets) ست مدارس لذوي الاحتياجات في محيط منزل كيلي وصرحوا ردًا على الجدل " نحن فخورون بجودة التعليم المقدم لأطفالنا. ونحظى بسجل قوي في مساعدة الأطفال، الذين لديهم احتياجات خاصة في التعليم، للوصول إلى النجاح.
وصف إين جيبسون (Ian Gibson) نائب العمالة لدي نورويتش نورث (Norwich North) هذا القرار بانه «صفعة موجهه إلى المعلمين والتلاميذ في المدرسة التي تم إخراج الطفل منها» في حين ذلك دافع ديفيد كامرون (David Cameron)، قائد الحزب المحافظ عن قرارها وقال أن الناس يجب أن يدركوا أن الساسة مثلهم كمثل أي شخص أخر تأتي وظيفتهم كآباء وأمهات أولًا، وهذا بالضرورة يجعلهم يتصرفون بالطريقة المثلى التي تخدم مصالح أطفالهم. الجدير بالذكر أن إيفن (Ivan)ابن ديفيد كاميرون من ذوي الاحتياجات الخاصة وهو يتعلم في مدرسة الدولة للاحتياجات الخاصة.
قدمت كيلي شكوى إلى لجنة شكاوى الصحافة فيما يخص تقرير صحيفة (The Daily Mirror) عن القصة، لكن لاقت هذه الشكوى الرفض. جاء حكم لجنة شكاوى الصحافة في أن هذه القصة تعتبر «من الأمور التي تهم مصلحة العامة» آخذين في الاعتبار كون كيلي وزيرة في مجلس الوزراء وكونها من قبل وزيرة الدولة لشؤون التعليم والمهارات. وحتى إن تضمنت سياسة الدولة الموافقة على التعليم الخاص لذوي الاحتياجات الخاصة فإن حقيقة أن المدعية لم تشعر أن نظام الدولة الحالي بإمكانه تلبية احتياجات طفلها، أثار التساؤل حول طبيعة التعليم الممول من القطاع العام، وقدرته على ملاقاة احتياجات الأطفال ذوي الاحتياجات الخاصة، بما في ذلك العائلات الغير قادرة على تحمل تكاليف التعليم الخاص.
هجمات جماعة آباء مناصرين للمساواة (Fathers 4Justice)
استهدف أعضاء جماعة حقوق الآباء كايلي مرتين، في حادثتي إلقاء البيض. استُدعيت كيلي في 6 فبراير 2006 لإعطاء الأدلة في محكمة سالفورد ماجستريت (Salford Magistrates) في القضية المتعلقة بسيمون ويلمت-كفردل (Simon Wilmot-Coverdale)، وهو أحد المحتجين المنتمين لأعضاء جماعة آباء مناصرين للمساواة والذي كان ذا صلة بحادثة البيض الذي تم القاؤه عليها في أبريل 2005 . أثناء مغادرتها المحكمة، أُلقى عليها البيض مرة آخرى هذه المرة من القاه هو مايكل دون (Michael Downe)تحطمت البيضة على مؤخرة رأسها. غرم دون وأعطى أمر قضائي لسلوكه المعادي للمجتمع بسبب الحادثة، التي عكف على تصعيدها خارج المحكمة واعدًا بأنه سوف يكمل مسيرته في الدفاع عن حقوق الآباء.
وزيرة الدولة لشؤون الجاليات والحكومة المحلية
تم تعيين روث كيلي في منصب وزيرة الدولة لشؤون الجاليات والحكومة المحلية بعد الانتخابات المحلية الإنجليزية في مايو 2006. أنشئ هذا المنصب بعد فصل هذه الوظائف من صلاحيات مكتب نائب رئيس الوزراء. استحوذ هذا المنصب على مسئوليات وزارة الداخلية فيما يخص الجاليات والتجديد المدنى. كما عينت كالي في منصب وزيرة المرأة والمساواة. كان آلان جونسون (Alan Johnson)خليفة روث كالي في قسم التعليم والمهارات. أعلنت روث في 16 أكتوبر 2006 أن منصبها الجديد يتضمن إيقاف المتطرفين داخل الجاليات.
آرائها فيما يخص الكاثوليكية الاجتماعية والمثلية الجنسي
تدعم كايلي المواقف الجوهرية للكاثوليكية فيما يخص الأخلاق الجنسية حتى عندما أصبحت وزيرة شؤون المرأة والمساواة. هاجمها المتحررين الاجتماعين في كلا من راديو هيئة الإذاعة البريطانية (BBC Radio5 Live) والصفحة الأولى بتاريخ 10 مايو 2006 من جريدة The Independent، وجاءت هذه المهاجمة بسبب تمسكها بتعاليم الكاثوليكية في النواحي الاجتماعية وعدم تصويتها لصالح المثلية الجنسية منذ عام 1994 عندما أصبحت الحكومة العمالية فعّالة. فعلى سبيل المثال، كانت كيلي معارضة لخفض سن قبول والموافقة على المثلية الجنسية، فضلًا عن تصويتها ضد عرض الأطفال التبني لأسر مثليّي الجنس. وحضرت روث كيلي جلستي تصويت من بين أربعة عشر جلسة تصويت أثناء حكومة بلير (Blair) فيما يتعلق بالمشاكل السياسية الخاصة بالمثلية الجنسية.
هاجم بيتر تيتشيل (Peter Tatchell) وهو ناشط مثلي الجنس كيلي لعدم موافقتها على المثلية الجنسية، مدعيًا أن «طوني بلير (Tony Blair) لن يعين أحدهم في منصب للمساواة بين الجنسين في حين أن هذا الشخص لديه سجل غير حافل فيما يخص معارضة التمييز العنصري». وجه رئيس الأساقفة الكاثوليكي في ويستمنستر (Westminster) النقد للهجمات التي يقودها أشخاص معارضين للكاثوليكية من أمثال تيتشيل الذي أدعى أن التوجه الكاثوليكي لروث كيلي لا يتماشي مع منصبها كوزيرة للمساواة، وجاء هذا في رسالة نشرتها جريدة (The Times) في 11 مايو 2006. كتب الكاردينال كورماك مورفي أكونور (Cardianal Cormac Murphy-O’Connor) أنه يمكن أن ندقق في مدي مناسبة كيلي في منصبها لأن هذا حكم سياسي. لكن هذا الحكم السياسي يجب ألَّا يدخل في معياره كونها كاثوليكية.
نقلت صحفية (The Observer) في 15 أكتوبر 2006 أن كيلي اتحدت مع رئيس الوزراء في سعيه لإعفاء الكنائس من القوانين الجديدة، حيث أن هذه القوانين الجديدة سوف تجبر المسيحيين على أن يتصرفوا ضد تعاليمهم الاخلاقية فيما يخص المثلية الجنسية، وأن يدعموها ويقبلوها كما يقبلون ويرون علاقات الجنس بالجنس المغاير له. لورلي برت (Lorely Burt)، المتحدث الرسمي للحزب الليبرالي الديمقراطي للمساواة بين الجنسين، والذي عارض حق الكنائس في الانسحاب حين يعارض أمر ما معتقداتهم، نادى بعزل كيلي من مجلس الوزراء بسبب عدم فرضها مواقف مؤيدة للمثلية الجنسية على الكنائس. وأفيد أنه في يناير 2007 قامت كيلي بمساندة إعفاء الوكالات الكاثوليكية للتبني من القوانين الجديدة التي قد تجبر الكنسية على أن تتصرف ضد مواقفها الاجتماعية من خلال وضع الأطفال المتبنين مع أسر مثليّي الجنس، وبدلًا من ذلك يتم تحويل هذه الطلبات إلى وكالات أخرى للتبني.
قرارات متعلقة بالتخطيط
أظهرت روث كيلي معارضتها لتطوير ناطحات السحاب منذ بدء شهورها الأولى في منصب وزيرة الدولة لشؤون الجاليات والحكومة المحلية. في نوفمبر 2006، أوقفت عرض رصيف برونزويك (Brunswick Quay) الذي كان يمثل قيمة استثمار بحوالي 100 مليون جنية إسترليني في ليفربول(Livepool). وأوصى المخططين الذين نفذوا التحقيق العلني في تقريرهم الأخيرة بالموافقة على المشروع. في ديسمبر 2006، طالبت بتحقيق علني في برج شارع 20 فينتشيرش (20 Fenchruch Street Tower)في حي المالي في لندن محتجة بأن مثل هذا المبنى العالي لن يكون مناسبًا في هذه المنطقة. واعترضت سبيل بناء برج يتكون من اثنين وأربعون طابق ويبلغ طوله 120 متر في مشروع تطوير حى إنجلترا الجديدة (New England Quarter) في برايتون والذي قام بتصميمه كلا من ألياز وموريسون (Allies and Morrison) وكان يخطط له منظمة بيتهام (Beetham). في حين وافقت على بناء مساكن جديدة للبيوت وللأعمال في منطقة وكر في نيوكاسل (Walker, Newcastle) في محاولة لتجديد المنطقة.

## وزيرة الدولة لشؤون النقل
تم تعيين روث كيلي في منصب وزيرة الدولة لشؤون النقل بعد التعديل الوزاري في مجلس وزراء جوردن براون (Gordon Brown) في 27 من يونيو رغم أنه كان يتردد أنها سوف تُقال من مجلس الوزراء. في غضون توليها للمنصب واجهت كيلي وقتًا حرجًا حيت كانت تحمل مسئولية تأمين سلامة العامة في المواصلات بعد حدوث بعض المحاولات الإرهابية. وكانت كيلي في وجه المدفع بعد اعترافها واعتراف غيرها من وزراء العمل بتدخين الحشيش في فترة مراهقتهم.

## دعمها للوقود الحيوي
لاقى استحسان كيلي للوقود الحيوي النقد من الناشطين الذين يعتقدون أن مثل هذا الوقود يفقر مزارعي العالم الثالث وأنه ما هو إلا وسيلة ليشعر أصحاب العالم الأول بعدم إذنابهم في حق البيئة. كتب جورج مونبيوت (George Monbiot) وهو مناصر لحماية البيئة في صحيفة ذا جاردين (The Gurdian) أنه: «إن عانى الناس من الجوع بسبب الوقود الحيوي، فإن روث كيلي ومناصريها كانوا ليقتلوهم. فمثل جميع الجرائم المشابهة يرتكبها الجبناء مهاجمين بها الضعفاء لتجنب مواجهة الأقوياء.»

## السكك الحديدية
أعلنت روث كيلي زيادة ضخمة في كفاءة نظام السكة الحديدية من خلال توفير قطارات إضافية في أنحاء الدولة بحلول عام 2010. هذا جلب عليها نقدًا لرؤية تحيزها لمدينة لندن لأن معظم التمويل سوف يوجه لهذه المدينة. بعد إعطاء كيلي أذنًا بالموافقة في عام 2007 ليتم صرف مليارات من المال العام من الجنية الاسترليني على مشروع كروسريل (Crossrail) في لندن، كان هناك موجه من الغضب بين أعضاء البرلمان في المدن الآخرى وبالأخص مانشستر، حيث كان قد تم تبليغهم أنه لن يتم إعطاء تمويل للمواصلات العامة بدون أن يتم تقديم مخطط لرسوم الازدحام.

## خطط لتوسيع مطار هيثرو
عرضت روث كيلي اقتراحات لبناء مدرج ثالث ومحطة طيران سادسة في مطار هيثرو في مخططات جديدة مكثفة. اعترف جوردن براون أن هذا كان من أكبر التحديات التي كانت ستواجه حكومة المملكة المتحدة على مدى السنوات القادمة.

## إساءة استخدام الأموال العامة
في نوفمبر 2007، ظهر أن كيلي استخدمت جزء من بدل الاتصالات في الأغراض السياسية الحزبية. بينما كان يجب أن تستخدم هذه الأموال في أغراض محايدة سياسيًا، مما جعل كيلي تعتذر لخرقها القواعد.

## استقالتها من مجلس الوزراء
أعلنت روث كيلي في شهر سبتمبر من عام 2008 أنها تنوى أن تستقيل من مجلس الوزراء حتى يتسنى لها أن تمضي وقتًا أكبر مع عائلتها. هذا أنهى فترها كوزيرة لشؤون المواصلات ووزيرة في مجلس الوزراء بعد مرور أربع سنوات. ولم تترشح كيلي في الانتخابات العامة لعام 2010. بعد توجيه النقد لداميان ماكبرايد، وهو محلل سابق في حزب العمل، بسبب الطريقة التي تعامل بها مع استقالة روث، تم نقله من كونه المتحدث الرسمي باسم جوردن براون ليصبح في المرتبة العاشرة.

## النفقات البرلمانية
تورطت كيلي في مايو من عام 2009 في فضيحة نفقات أعضاء البرلمان بعد قيام صحيفة ذا ديلي تليغراف (Daily Telegraph) بكشف أن كيلي قد أخذت ما يعادل 31.000 جنية استرليني بين عامي 2004 و2008 من أجل إعادة بناء وتجديد وشراء الأجهزة لمنزلها الثاني. تم الكشف تباعًا أن بعض هذا المال اُستُخدم لإصلاح الضرر الذي تسبب فيه انفجار أنبوب. كن هذا الضرر داخل حيز التأمين ولكن لم تطالب كيلي بهذا التأمين لأن مكتب الرسوم نصحها بأنه يمكن المطالبة بمبلغ معقول تحت إطار نظام البدالات.

## مسيرتها المهنية اللاحقة
في شهر مايو من عام 2010، أصبحت كيلي الرئيسة الدولية لإستراتيجية العميل في بنك إتش إس بي سي (HSBC) لكن قامت كيلي بترك البنك في 2015 وتم تعيينها لتصبح مؤيدة نائب رئيس لجنة الأبحاث والمشاريع في جامعة سانت ماري في تويكنهام (St Mary’s University, Twickenham)

## روابط خارجية
- رث كيلي على موقع مونزينجر (الألمانية)
- رث كيلي على موقع إن إن دي بي (الإنجليزية)